# Hanns Gentgen
Hanns Gentgen (* 4. April 1928 in Schirgiswalde; † 16. November 2006) war ein deutscher Verwaltungswissenschaftler.
Gentgen war Lehrbeauftragter in Speyer, Kehl, Mannheim und Bautzen, von 1970 bis 1993 Leiter des Mannheimer Personalamts und von 1982 bis 1993 Vorsitzender der Mannheimer Liste.
Gentgen war seit 1953 verheiratet mit Anita Gentgen. Er hinterließ vier Kinder und sechs Enkelkinder.

## Veröffentlichungen
- Die soziale Staffelung der Arbeiterschaft eines industriellen Grossbetriebes : eine Untersuchung der Eliten in einem kombinierten Hüttenwerk an der Ruhr (1956)
- Nachlese : eine Auswahl der publizierten Gedanken, Meinungen und Berichte von Prof. Dr. Hanns Gentgen (1993)
- Im Strom der Zeit von der Spree zum Rhein : eine Jugend in bewegten Jahren ; 1928 - 1956 (1998) ISBN 3-9803632-1-X

| Personendaten    | Personendaten                        |
| ---------------- | ------------------------------------ |
| NAME             | Gentgen, Hanns                       |
| KURZBESCHREIBUNG | deutscher Verwaltungswissenschaftler |
| GEBURTSDATUM     | 4. April 1928                        |
| GEBURTSORT       | Schirgiswalde                        |
| STERBEDATUM      | 16. November 2006                    |